# NGC 5282
NGC 5282 é uma galáxia elíptica (E) localizada na direcção da constelação de Canes Venatici. Possui uma declinação de +30° 04' 12" e uma ascensão recta de 13 horas, 43 minutos e 24,8 segundos.
A galáxia NGC 5282 foi descoberta em 22 de Maio de 1881 por Édouard Jean-Marie Stephan.